# Zapaść rynku gier wideo w 1983
Zapaść rynku gier wideo w 1983 (nazywana w Japonii Atari shock) – wielkoskalowa recesja przemysłu gier komputerowych, która miała miejsce w latach 1983–1985, przede wszystkim na terenie Stanów Zjednoczonych. Spowodowała bankructwo wielu producentów komputerów domowych i konsol gier wideo w Ameryce Północnej w drugiej połowie 1983 i na początku 1984. Wartość rynku spadła o 97% – z 3,2 mld $ w 1983 do 100 mln $ w 1986. Krach ten jest cezurą wyznaczającą koniec drugiej generacji gier wideo.
Spowodowana tą zapaścią trzyletnia luka stopniowo zapełniała się nowymi produkcjami, ale brakowało znaczących osiągnięć w tej dziedzinie. Kryzys zakończył się za sprawą sukcesu konsoli Nintendo Entertainment System (NES), wydanej w Japonii w 1983 (jako Famicom), a później także w Stanach Zjednoczonych w 1985. Do 1987 zyskała ona dużą popularność w obu krajach, a w 1986 weszła również na rynek europejski.
Krach jest też nazywany „zapaścią roku 1984”, ponieważ właśnie wtedy objawił się w całej ostrości. Setek gier zaplanowanych na 1984 nigdy nie wydano. W 1983 ograniczono produkcję gier, zakładając zwiększenie ich sprzedaży rok później. W rezultacie liczba gier wydanych w tym okresie nie była zbyt duża.

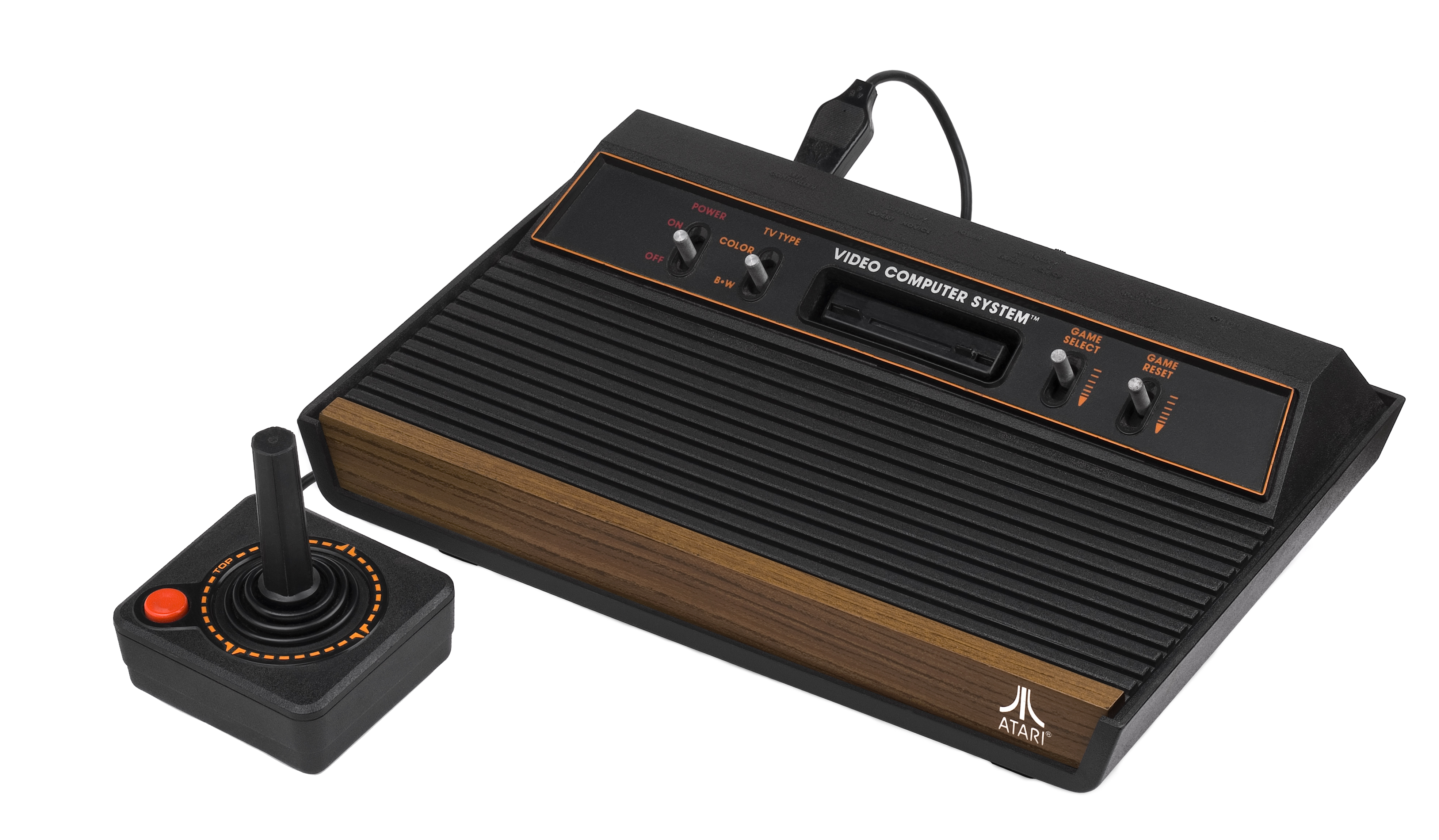
Atari 2600, najpopularniejsza konsola drugiej generacji

## Przyczyny
Zapaść rynku gier wideo w 1983 wywołały:
- Marketing komputerów domowych, głównie modelu C64 firmy Commodore, wykorzystujący hasła typu: Po co kupować dziecku konsolę, która odciągnie je od nauki, skoro możesz kupić komputer, który przygotuje je do college'u?. Z badań rynku wynikło, że miliony konsumentów zmieniły swoje preferencje kupując zamiast konsol komputery w zbliżonych cenach.
- Wylew gier bardzo niskiej jakości, takich jak dwie gry na najpopularniejszą wówczas konsolę 2600[a] firmy Atari: gra na podstawie filmu E.T. the Extra-Terrestrial i niezbyt udana konwersja gry arcade Pac-Man.
- Informacje medialne dotyczące problemów lat 1982–1983, m.in. historia Atari, które we wrześniu 1983 zakopało część niesprzedanych kartridżów m.in. z grą E.T. oraz konsol na wysypisku w Alamogordo w Nowym Meksyku – odkopanych przez Microsoft w kwietniu 2014 roku[3][4][5].
- Posunięcia producentów i sprzedawców zabawek, którzy uznali, że popularność gier wideo jest jedynie chwilowa, a półki sklepowe mogą zostać zapełnione produktami o wyższej jakości.

### Konkurencja ze strony komputerów domowych

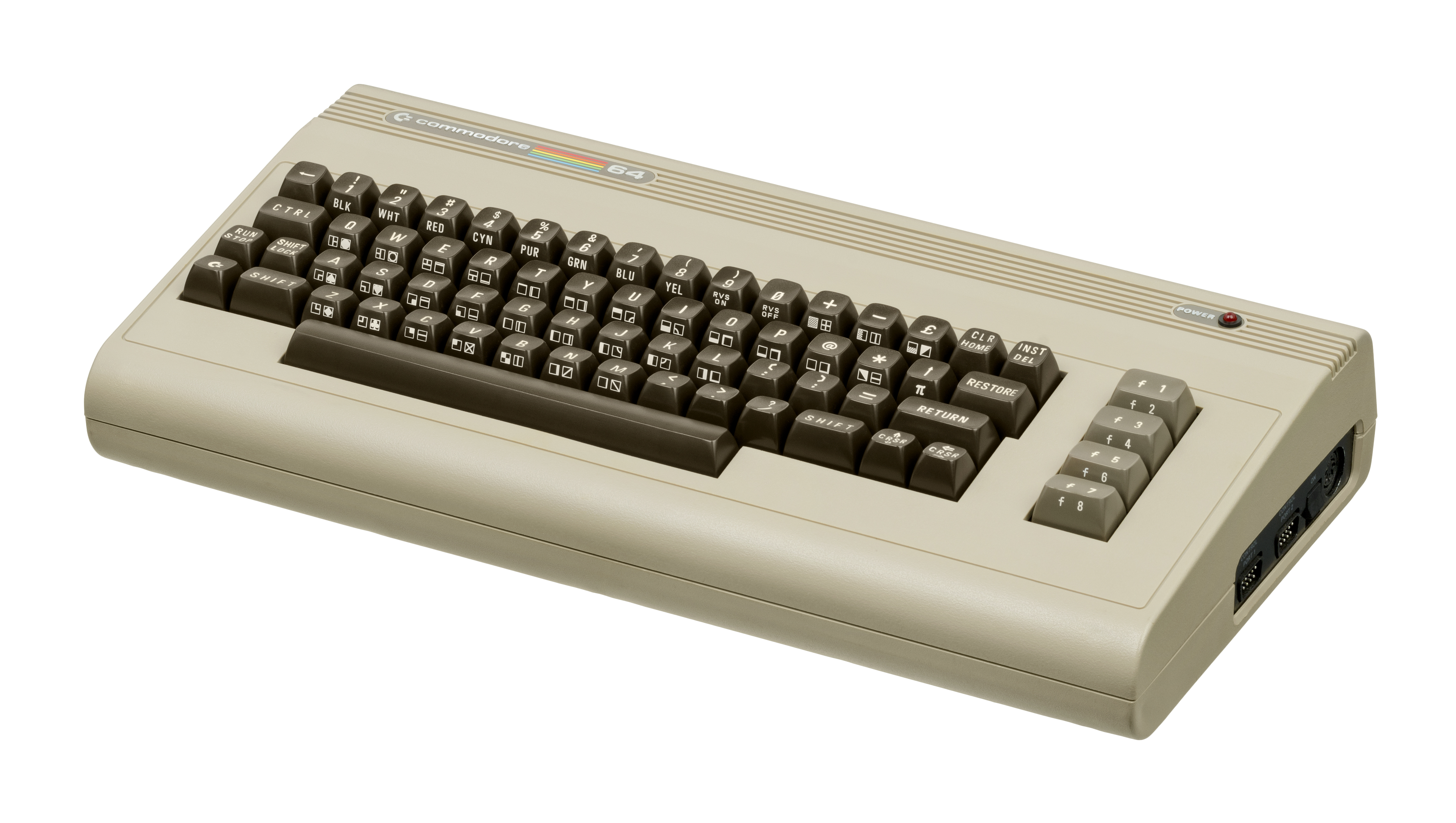
Jedną z głównych przyczyn krachu rynku gier wideo była kampania reklamowa komputera Commodore 64.

W połowie lat 70. pojawiły się komputery osobiste. Po eksperymentalnym Xerox Alto z 1973 (pierwszy komputer z graficznym interfejsem i myszą), Altair 8800 (1974) jest uważany za pierwsze komercyjne urządzenie tego typu. Ta i inne wypuszczone wkrótce później platformy, takie jak KIM-1 (1975) czy Apple I (1976), były przeznaczone głównie dla hobbystów i najczęściej (z wyjątkiem m.in. Apple I) były sprzedawane w postaci zestawów do samodzielnego montażu. Od 1977 rodzący się rynek zdominowały komputery zmontowane w fabrykach (tzw. trójca roku 1977: Apple II, Commodore PET – zmontowana fabrycznie wersja KIM-1 i TRS-80 Model I) i przeznaczone na rynek biznesowy. Do tego segmentu zaliczał się m.in. model 5150 firmy IBM z roku 1981 – protoplasta całej platformy komputerów osobistych, która do połowy następnej dekady miała stać się standardem tej klasy komputerów.
W 1979 zadebiutowały komputery do zastosowań domowych. Pionierem było Atari z modelami 400 i 800, w tym samym roku Texas Instruments zaprezentowało model TI 99/4. W 1980 Commodore wypuścił model VIC-20 (pierwszy komputer sprzedany w więcej niż milionie sztuk), a dwa lata później model C64 – który sprzedał się w największej liczbie egzemplarzy wśród komputerów (ok. 20 mln). Jak opisuje David H. Ahl w artykule The first decade of personal computing, opublikowanym na łamach miesięcznika Creative Computing w listopadzie 1984:

Wiosną 1982 cena TI-99/4A i Atari 400 wynosiła 349 dolarów, Radio Shack Color Computer 379 dolarów, a Commodore opuścił cenę VIC-20 do 199 dolarów, zaś C64 do 499 dolarów.

Ponieważ te i inne komputery oferowały oprawę graficzną i dźwiękową o wyższej jakości oraz obsługiwały większą ilość danych, tworzono na nie bardziej złożone gry. Poza grami komputery mogły jednak służyć także do pracy: tworzenia tekstu, małej księgowości, programowania itp. Same gry komputerowe natomiast łatwiej było kopiować, ponieważ rozprowadzano je na dyskietkach lub kasetach, a nie, jak w przypadku konsol, na wbudowanych w kartridże modułach ROM.
Commodore w swoich reklamach wyraźnie działał na szkodę producentów konsol, pokazując, jakie korzyści da zakup C64 zamiast konsoli. Badania Atari i Mattela (producenta konsoli Intellivision) dowiodły, że te reklamy spowodowały spadek sprzedaży ich konsol.
W odróżnieniu od konkurencji, Commodore sprzedawał swoje komputery również tam, gdzie sprzedawano konsole: w hipermarketach, domach towarowych i sklepach z zabawkami. Kierowana przez Jacka Tramiela firma miała jeszcze tę przewagę, że to jej firma-córka, MOS Technology, produkowała procesory (jednym z najpopularniejszych był MOS 6502) stosowane w większości konkurencyjnych komputerów i konsol. Podobna sytuacja na początku lat 70. miała miejsce na rynku kalkulatorów: producenci zaopatrywali się w układy scalone u Texas Instruments i jednocześnie konkurowali z jego kalkulatorami.

### Wylew gier
Gry wideo są sprzedawane na tej samej, co zabawki zasadzie: produkt, która się nie sprzedaje, wraca do wydawcy, który w zamian wydaje sklepowi inny towar, i tak do czasu, aż dobra zostaną wyprzedane. Mechanizm ten legł u podstaw zapaści w 1983.
Pierwszym zwiastunem krachu było powstanie w 1979 firmy Activision – pierwszego producenta gier wideo niezwiązanego z producentami konsol (third-party developer; firma trzecia). Założyli ją czterej byli programiści Atari, którzy opuścili firmę, ponieważ nie chciała ona umieszczać w grach napisów końcowych oraz nie wypłacała pracownikom należnego honorarium. Atari należało wówczas do Warner Communications (obecnie część koncernu Time Warner) i założyciele Activision liczyli, że odniosą podobny sukces, co filmowcy i muzycy ze stajni Warnera.
Atari szybko wytoczyło Activision proces, dążąc do zablokowania sprzedaży gier tej drugiej firmy, jednak nie osiągnęło swego celu, a sprawa ostatecznie zakończyła się na ugodzie w 1982.
Ta sprawa zalegalizowała tworzenie gier na konsole przez firmy trzecie, co spowodowało wejście na ten rynek firm wcześniej niezwiązanych z grami, takich jak Quaker Oats, chcących w dobie boomu na gry wideo zaimponować klientom i akcjonariuszom na Wall Street. Zatrudniały one programistów z innych firm lub same poznawały, metodą odwrotnej inżynierii, proces tworzenia gier na poszczególne konsole. Nawet Atari zatrudniło programistów gier na Intellivision, przez co Mattel wytoczył Atari pozew obejmujący zarzuty m.in. szpiegostwa gospodarczego.
W rezultacie wylewu nowych firm, miesięczna liczba nowych gier wzrosła ze 100 w czerwcu 1982 do ponad 400 pół roku później; w ten sposób rynek wszedł na drogę do zapaści.
W odróżnieniu od Nintendo, Sony i Microsoftu obecnie (patrz sekcja Skutki), Atari i Mattel utraciły kontrolę nad wydawnictwem na swoje platformy, a tym samym możliwość upewnienia się, że rynek nie będzie przesycony. Większość nowych firm nie miała wykwalifikowanych programistów, więc gry takie jak Chase the Chuck Wagon, Lost Luggage czy Skeet Shoot tworzono po prostu w nadziei na zyski z szału gier wideo. Choć tytuły te głośno reklamowano, były one na ogół niskiej jakości i większość z nich sprzedała się w bardzo niewielkiej liczbie kopii.
Do zapaści walnie przyczyniły się również ugruntowane firmy, w tym Atari, które wydało na konsolę 2600 dwie poślednie gry: Pac-Mana – niedorównujący oryginałowi port gry arcade, oraz adaptację filmu E.T. the Extra-Terrestrial. Ta druga, szumnie rozreklamowana gra (wyprodukowano 5 mln kartridżów z E.T.) miała przynieść Atari ogromne dochody. Aby jednak zdążyć przed świętami Bożego Narodzenia 1982, wydano ją już po sześciu tygodniach prac. Niską jakość gry zauważyły media, które nazwały E.T. pierwszą wielką pomyłką w przemyśle gier wideo.

### Utrata zaufania sprzedawców
W 1982 miał miejsce wylew gier poniżej standardów. Jeden z dyrektorów sprzedaży Intellivision opisał problem słowami: Produkty na dwa lata zostały wepchnięte w jeden rok i nie ma szansy na zrównoważenie systemu. Gdy po Nowym Roku sklepy z zabawkami zaczęły zwracać niesprzedane kartridże wydawcom, ci nie mieli ani nowych gier, ani pieniędzy na zrefundowanie wkładu sprzedawców. W efekcie wielu wydawców, m.in. Games by Apollo czy należące do Quaker Oats US Games znikło z rynku.
Ponieważ sprzedawcy nie mieli komu zwrócić niesprzedanych gier, drastycznie obniżyli ich ceny: o ile w 1982 przeciętna cena gry wynosiła 35 dolarów, w przecenie sprzedawano je za 5 dolarów. Do połowy 1983 gry w cenie 5 dolarów stały się grami niskobudżetowymi, praktycznie wypierając z rynku droższe i o wyższej jakości tytuły. Klienci sklepów z zabawkami zainteresowani kupnem gier zatrzymywali się tylko przy półkach z przecenionymi grami, a niezorientowany klient widział jedynie poślednie tytuły i trudno było zdobyć gry wyższej jakości. Z czasem konsumenci, mając dość tytułów poniżej standardów, odchodzili od gier w ogóle.
W dodatku sprzedawcy, którzy kontrolowali dostęp klientów do gier, uznali je za przelotną modę i zaczęli wypełniać półki innymi produktami.
Mattel, Magnavox (producent konsoli Odyssey², sprzedawanej również w Europie jako Videopac) i Coleco (producent ColecoVision) opuścili przemysł gier. Imagic odwołał swoje IPO dzień przed wydaniem i później upadł. O ile najwięksi producenci, jak Activision, przetrwali, wiele mniejszych firm przestało istnieć.
Rok 1983 jest niekiedy uważany za szczytowy moment świetności gier arcade. W tym samym roku ukazała się jednak bardzo udana gra Dragon’s Lair, pierwsza gra rozprowadzana na dysku optycznym oraz wprowadzająca technikę full motion video. Automaty również były odbierane na zasadzie „gry wideo już przeminęły” i ich sprzedaż drastycznie zmalała.

### Wojna cenowa komputerów domowych
Równolegle do krachu rynku gier wideo toczyła się wywołana przez Tramiela wojna cenowa komputerów domowych, która i z tego rynku wyeliminowała niektórych konkurentów. Ahl we wspomnianym artykule opisuje:

W styczniu 1983 Tramiel obniżył cenę VIC do 139 dolarów i C64 do 400 dolarów. TI zareagowało miesiąc później obniżając cenę 99/4A do 149 dolarów. Tramiel odpowiedział obniżką ceny VIC poniżej 100 dolarów, zmuszając TI do dalszej obniżki ceny 99/4A do 100 dolarów w czerwcu. 10 czerwca 1983 TI ogłosiło największą stratę w całej historii firmy, a trzy miesiące później wycofało się z rynku komputerów domowych. Tramiel, szukając dalszych zysków, obniżył cenę C64 do 200 dolarów.

Wojna uderzyła również w Coleco Adam, linię Timex-Sinclair i wielu pomniejszych konkurentów. Atari stanęło na krawędzi bankructwa i latem 1984 dział tej firmy produkujący komputery i konsole (Atari Computers) kupił Tramiel, który opuścił Commodore pół roku wcześniej.

## Skutki

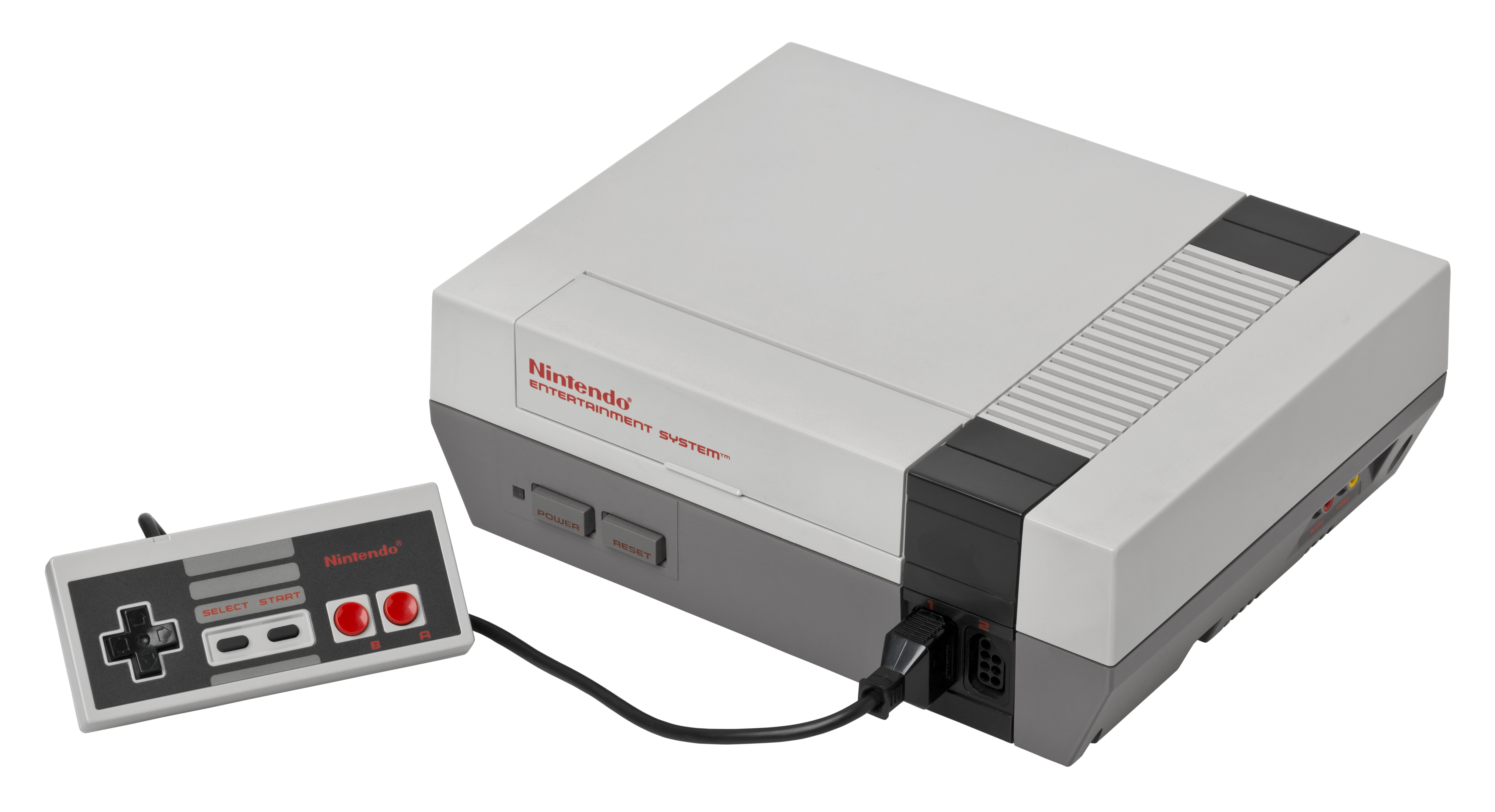
Północnoamerykański rynek gier wideo wyszedł z zapaści dzięki konsoli Nintendo Entertainment System – pierwszej konsoli trzeciej generacji.

Zapaść pociągnęła za sobą dwa długofalowe skutki. Pierwszym było przemieszczenie centrum rynku gier wideo ze Stanów Zjednoczonych do Japonii. Pod koniec lat 80. liderem było Nintendo z konsolą NES, a o drugie miejsce walczyły ze strony japońskiej Sega (założona przez Amerykanina Martina Bromely'ego), która wydała konsolę Master System, a ze strony amerykańskiej odbudowane Atari (konsola XEGS). Ta ostatnia firma nie powróciła już jednak do świetności sprzed 1983 i ostatecznie w 1996 upadła wskutek porażki konsoli Jaguar.
Drugim namacalnym skutkiem krachu było upowszechnienie, wypromowanej przez Nintendo i wprowadzonej przez wszystkich następnych producentów konsol kontroli wydawnictwa gier firm trzecich (już wcześniej wdrożyły ją Mattel i Coleco – ale nie Atari). W tym celu wprowadzono ograniczenia licencyjne i zaczęto implementować w konsolach systemy zabezpieczeń. Bez porozumienia z producentem konsoli wydawca nie mógł wydać gry, ponieważ kartridż musiał posiadać czip z prawidłowym kluczem uruchamiającym – jeżeli czipa nie było lub zawierał on niepoprawny klucz, gra się nie uruchamiała. Aczkolwiek Accolade wygrało z Segą proces dotyczący takich zabezpieczeń, ostatecznie i tak zawarło z nią umowę licencyjną. Kontrolę w najszerszym zakresie wdrożyło Nintendo, które przejęło lwią część zysków z gier na NES, nakładając na większość firm trzecich limit pięciu gier rocznie (choć np. Konami próbowało ominąć te ograniczenia, zakładając firmę-córkę Ultra Games). Zastrzegło sobie również produkcję kartridżów i żądało za nią opłat. Kartridże nie mogły wrócić do Nintendo, więc to wydawcy ryzykowali. Nintendo uzasadniało te ograniczenia ochroną przed słabymi grami i wprowadziło oznaczenie Nintendo Seal of Quality dla wszystkich gier oficjalnie wydanych na konsolę. Liczni wydawcy, m.in. Tengen (spółka-córka Atari), Color Dreams i Camerica walczyli jednak z systemem kontroli Nintendo. Choć większość zastosowanych przez Nintendo koncepcji kontroli wydawnictwa gier konsolowych przyjęli później inni producenci (m.in. Sega, Sony i Microsoft), żaden nie wykorzystywał ich do monopolizacji rynku gier na swoje konsole.
Pomniejszą konsekwencją zapaści był wzrost znaczenia komputerów jako platformy gier. Zapaść nie dotknęła m.in. założonego w 1982 (pierwszą grę wydano rok później) Electronic Arts, którego biznesplan przewidywał tworzenie gier jedynie na komputery.